# 22 februari
22 februari är den 53:e dagen på året i den gregorianska kalendern. Det återstår 312 dagar av året (313 under skottår).

## Återkommande bemärkelsedagar

### Nationaldagar
- Saint Lucias nationaldag (till minne av självständigheten från Storbritannien 1979)

### Övrigt
- Scoutrörelsen: Thinking Day (till minne av scoutrörelsens grundare Robert Baden-Powells födelse 1857 och hans hustru Olave Baden-Powells födelse 1889)

## Namnsdagar

### I den svenska almanackan
- Nuvarande – Pia
- Föregående i bokstavsordning
  - Marina – Namnet infördes 1986 på 30 april. 1993 flyttades det till dagens datum och 2001 till 20 november.
  - Marlene – Namnet infördes 1986 på 22 september. Även det flyttades till dagens datum 1993, men flyttades 2001 vidare till 4 april.
  - Martina – Namnet infördes på dagens datum 1901 och fanns där fram till 1993. Då flyttades det till 10 november, där det har funnits sedan dess.
  - Petrus Cathedraticus – Denna benämning på dagens datum fanns där från medeltiden fram till 1901 då den utgick. Den fanns också i formerna Petri Cathedra, Cathedra s. Petri och Petri in Cathedra och firades till minne av att aposteln Petrus denna dag skulle ha vigts till biskop av Rom (och alltså blivit den förste påven). I vissa almanackor förkortades benämningen till Petr. Cath., vilket gjorde att dagen i folkmun kom att kallas Peter Katt.
  - Pia – Namnet infördes 1986 på 12 december. 1993 flyttades det till 20 november och 2001 till dagens datum.
  - Tim – Namnet infördes på dagens datum 1986, men flyttades 1993 till 14 april och utgick 2001.
  - Tina – Namnet infördes på dagens datum 1986. 1993 flyttades det till 14 februari och utgick 2001.
- Föregående i kronologisk ordning
  - Före 1901 – Petrus Cathedraticus
  - 1901–1985 – Martina
  - 1986–1992 – Martina, Tim och Tina
  - 1993–2000 – Marina och Marlene
  - Från 2001 – Pia
- Källor
  - Brylla, Eva (red.): Namnlängdsboken, Norstedts ordbok, Stockholm, 2000. ISBN 91-7227-204-X
  - af Klintberg, Bengt: Namnen i almanackan, Norstedts ordbok, Stockholm, 2001. ISBN 91-7227-292-9

### Finlandssvenska almanackan
- Nuvarande från 2020[1] – Hilda, Hildur
- I föregående revideringar[a][2]
  - 1929–1949 – Hildur
  - 1950–2019 – Hildur, Hilda

## Händelser
- 1288 – Sedan Honorius IV har avlidit året före väljs Girolamo Masci till påve och tar namnet Nicolaus IV.
- 1371 – Vid David II:s död efterträds han som kung av Skottland av sin systerson Robert II. Därmed dör kungaätten Bruce ut på manssidan och ätten Stewart, som kommer att härska över Skottland till 1714, uppstiger på tronen.
- 1848 – Sedan den franska regeringen har förbjudit landets republikanska opposition att hålla politiska banketter utbryter ett uppror bland arbetare i Paris, vilken går till historien under namnet februarirevolutionen. Premiärminister François Guizots regering tvingas avgå dagen därpå och den 24 februari avsätts även kungen Ludvig Filip I. Denna revolution blir början på en våg av revolutioner, som sveper över hela Europa under året. I Sverige går de oroligheter, som inträffar i Stockholm en knapp månad senare i revolutionens spår, till historien under namnet marsoroligheterna.
- 1901 – Örebro pappersbruk grundas och tillverkar från början sulfatmassa. Bruket får under åren flera olika ägare, men när det 1988 köps upp av franska La Farge byter det namn till Örebro kartongbruk, som äger bestånd till 2010, då La Farge lägger ner det.
- 1902 – Den svenska sportklubben Södertälje SK grundas i källaren på Södertälje stadshus.
- 1912 – Det nederländska flygplanstillverkningsföretaget Fokker grundas av flygpionjären Anthony Fokker. Företaget existerar fram till 1996, då det går i konkurs.
- 1944 – Sovjetiska bombplan utför ett bombanfall över Stockholm och Strängnäs, antagligen på grund av felnavigering under en bombräd mot finska Åbo. Lyckligtvis dödas ingen människa, medan tre stycken skadas lindrigt. Det råder emellertid än idag delade meningar om huruvida anfallet var ett misstag eller ett försök att skrämma Sverige till att inte ge sig in i kriget på Finlands sida.
- 1974 – Pakistan erkänner formellt Östpakistans självständighet, under namnet Bangladesh.[3] Landet utropade sin självständighet redan på våren 1971 och har i praktiken var självständigt sedan december samma år, då Bangladeshs befrielsekrig slutade med att Pakistan kapitulerade.
- 1979 – Under 1970-talet har en miljöskandal uppstått vid växtgiftsföretaget BT Kemis fabrik i skånska Teckomatorp, då det har upptäckts, att företaget har grävt ner en mängd tunnor med gift, för att gömma dem, vilka dock har förgiftat marken och luften runt fabriken. Denna dag sprängs den och tunnorna kapslas in, så att inget mer gift ska kunna läcka ut.
- 1980 – Det amerikanska herrishockeylandslaget vinner guld i ishockeyturneringen under årets vinter-OS i Lake Placid genom att i sista matchen besegra Finland med 4–2. Några dagar tidigare har laget, som enbart består av amatörer, vunnit över det professionella sovjetiska landslaget i vad som går till historien under namnet Miracle on Ice.
- 1996 – Rymdfärjan Columbia skjuts upp på uppdrag STS-75.[4]
- 2011 – Jordbävningen i Christchurch äger rum.
- 2014 – Euromajdanprotesterna i Ukraina leder till att president Viktor Janukovytj blir avsatt och ställs inför riksrätt. Under denna lyckas han dock fly till Charkiv, för att strax därefter gå i exil till Ryssland. Han vägrar dock godkänna avsättningen, som han anser vara en statskupp, och fortsätter se sig som Ukrainas laglige statschef.

## Födda
- 1403 – Karl VII, kung av Frankrike 1422–1461
- 1666 – Christian Sehested, dansk ämbetsman och adelsman, Danmarks storkansler 1708–1721
- 1732 – George Washington, amerikansk militär och statsman, USA:s president 1789–1797
- 1770 – Jacob Burnet, amerikansk jurist och politiker, senator för Ohio 1828–1831
- 1773 – Vincenzo Camuccini, italiensk målare
- 1788 – Arthur Schopenhauer, tysk filosof
- 1794 – Joseph Duncan, amerikansk demokratisk politiker, guvernör i Illinois 1834–1838
- 1796 – Adolphe Quetelet, belgisk statistiker, astronom, fysiker och matematiker
- 1805 – Amalia, svensk prinsessa
- 1806 – Bror Emil Hildebrand, svensk riksantikvarie, grundare av Statens historiska museum, ledamot av Svenska Akademien 1866–1884
- 1837 – Johan Eric Ericsson, svensk lantbrukare och liberal politiker
- 1840 – August Bebel, tysk socialdemokratisk politiker och en av grundarna av Tysklands socialdemokratiska parti (SPD)
- 1845 – Lennart Groll, svensk politiker
- 1857
  - Robert Baden-Powell, brittisk militär, författare och grundare av scoutrörelsen
  - Heinrich Hertz, tysk fysiker
- 1880 – Eric Lemming, svensk friidrottare
- 1886 – Hugo Ball, tysk författare, en av grundarna av Dadarörelsen i Zürich
- 1888 – Owen Brewster, amerikansk republikansk politiker, guvernör i Maine 1925–1929, senator för samma delstat 1941–1952
- 1889 – Olave Baden-Powell, brittisk scoutledare och -organisatör
- 1896 – Edvin Wide, finsk-svensk långdistanslöpare, bragdmedaljör
- 1900 – Luis Buñuel, spansk filmregissör
- 1907 – Robert Young, amerikansk skådespelare
- 1908
  - Rómulo Betancourt, venezuelansk politiker, Venezuelas president 1945–1948 och 1959–1964
  - John Mills, brittisk skådespelare
- 1913 – Hans-Diedrich von Tiesenhausen, tysk militär, ubåtsbefälhavare under andra världskriget
- 1914 – Renato Dulbecco, italiensk-amerikansk virolog, mottagare av Nobelpriset i fysiologi eller medicin 1975
- 1915 – Erik Müller, svensk författare, manusförfattare och filmkritiker
- 1919 – Harry Kullman, svensk författare
- 1921
  - Jean-Bédel Bokassa, centralafrikansk politiker, president och diktator i Centralafrikanska republiken 1966–1976 och landets självkrönte kejsare 1976–1979
  - Sune Andersson, svensk fotbollsspelare och -tränare, känd under smeknamnet "Mona-Lisa", OS-guld 1948, VM-brons 1950
- 1922 – Folke Olhagen, svensk radio- och tv-journalist, känd som Novisen vid spisen
- 1925 – Hans Gillingstam, svensk medeltidshistoriker och genealog
- 1929
  - Caj Bremer, finländsk fotograf
  - James Hong, amerikansk skådespelare
- 1930 – Edward D. Hoch, amerikansk deckarförfattare
- 1932
  - Ted Kennedy, amerikansk politiker, senator för Massachusetts 1962–2009
  - Elsa Prawitz, svensk skådespelare, manusförfattare och musiktextförfattare
- 1934 – Birgit Nordin, svensk sopranoperasångare
- 1936
  - J. Michael Bishop, amerikansk immunolog och mikrobiolog, mottagare av Nobelpriset i fysiologi eller medicin 1989
  - Henny Moan, norsk skådespelare
- 1937
  - Tommy Aaron, amerikansk golfspelare
  - Joanna Russ, amerikansk science fiction-författare
- 1941 – Hipólito Mejía, dominikansk politiker, Dominikanska republikens president 2000–2004
- 1942 – Christine Keeler, brittisk modell och strippa, känd från Profumoaffären
- 1943 – Horst Köhler, tysk kristdemokratisk politiker, Tysklands förbundspresident 2004–2010
- 1944 – Jonathan Demme, amerikansk regissör, manusförfattare och producent
- 1945 – Ulf Sundqvist, finlandssvensk socialdemokratisk politiker och bankman
- 1949 – Niki Lauda, österrikisk racerförare
- 1950
  - Miou-Miou, fransk skådespelare
  - Julie Walters, brittisk skådespelare
- 1951 – Ellen Greene, amerikansk skådespelare
- 1952 – Bill Frist, amerikansk läkare, affärsman och republikansk politiker, senator för Tennessee 1995–2007
- 1956 – Amy Alcott, amerikansk golfspelare
- 1957 – Ashok Amritraj, indisk filmproducent och tennisspelare
- 1959 – Kyle MacLachlan, amerikansk skådespelare och regissör
- 1962 – Steve Irwin, australisk zooägare och tv-personlighet
- 1963 – Vijay Singh, fijiansk golfspelare
- 1964 – Magnus Wislander, svensk handbollsspelare
- 1968 – Jeri Ryan, amerikansk skådespelare
- 1970 – Bradley Trevor Greive, australisk författare
- 1971 – Lea Salonga, filippinsk musikalartist och skådespelare
- 1972 – Ito Ōgure, japansk mangatecknare med pseudonymen Oh! Great
- 1975
  - Drew Barrymore, amerikansk skådespelare
  - Mathias Franzén, svensk handbollsspelare
  - Johan Svangren, svensk skådespelare
- 1982 – Jenna Haze, amerikansk porrskådespelare
- 1991 – Robin Stjernberg, svensk musiker och artist
- 1999 – Luka Dončić, slovensk basketspelare
- 2003 – Karamoko Dembélé, engelsk-skotsk fotbollsspelare

## Avlidna
- 606 – Sabinianus, påve sedan 604
- 1371 – David II, 46, kung av Skottland sedan 1329
- 1512 – Amerigo Vespucci, 60, italiensk upptäcktsresande som Amerika är uppkallat efter
- 1687 – Francesco Lana Terzi, 56, italiensk jesuit och naturforskare
- 1760 – Anna Magdalena Bach, 58, tysk sångare
- 1797 – Baron von Münchhausen, 76, tysk adelsman, officer och anekdotberättare
- 1832 – Charlotte Cederström, 71, svensk poet, konstnär, tecknare och författare
- 1875
  - Camille Corot, 78, fransk landskaps- och porträttmålare
  - Charles Lyell, 77, brittisk geolog
- 1901 – George Francis FitzGerald, 49, irländsk fysiker
- 1911 – Carl Fredrik Hill, 61, svensk konstnär
- 1927 – Judson Harmon, 81, amerikansk demokratisk politiker, USA:s justitieminister 1895–1897, guvernör i Ohio 1909–1913
- 1930 – Mabel Normand, 35, amerikansk skådespelare
- 1942 – Stefan Zweig, 60, österrikisk författare
- 1943
  - Christoph Probst, 23, tysk motståndskämpe (avrättad)
  - Hans Scholl, 24, tysk motståndskämpe (avrättad)
  - Sophie Scholl, 21, tysk student och motståndskämpe (avrättad)
- 1951 – Ethel Snowden, 69, brittisk socialistisk och feministisk politiker
- 1958 – John W. Martin, 73, amerikansk demokratisk politiker, guvernör i Florida 1925–1929
- 1961 – Nick LaRocca, 71, amerikansk jazzmusiker
- 1962 – Ellen Wittrup Hansen, 51, dansk ballerina och koreograf med artistnamnet Hélène Kirsova
- 1968 – Scott W. Lucas, 76, amerikansk demokratisk politiker, senator för Illinois 1939–1951
- 1976
  - Angela Baddeley, 71, brittisk skådespelare
  - Florence Ballard, 32, amerikansk sångare i gruppen The Supremes
- 1980 – Oskar Kokoschka, 93, österrikisk expressionistisk målare
- 1983 – Georg Rydeberg, 75, svensk skådespelare
- 1987 – Andy Warhol, 58, amerikansk bildkonstnär
- 1992 – Lisa Tunell, 86, svensk sångare
- 1995 – Karl-Arne Holmsten, 83, svensk skådespelare
- 1998 – Donald S. Russell, 92, amerikansk demokratisk politiker och jurist, guvernör i South Carolina 1963–1965, senator för samma delstat 1965–1966
- 1999 – Stellan Sundahl, 52, svensk komiker, programledare och skådespelare
- 2000 – Maurine Brown Neuberger, 93, amerikansk demokratisk politiker, senator för Oregon 1960–1967
- 2001 – Seppo Salo, 54, finländsk matematiker
- 2002 – Jonas Savimbi, 67, angolansk rebelledare och politiker
- 2003 – Arne Thorén, 75, svensk journalist och ambassadör, partiledare för Sveriges pensionärers intresseparti 1996–1997
- 2005
  - Lee Eun-ju, 24, sydkoreansk skådespelare
  - Simone Simon, 94, fransk skådespelare
  - Åke Strömmer, 68, svensk sportjournalist
- 2007
  - Lothar-Günther Buchheim, 89, tysk författare
  - Dennis Johnson, 52, amerikansk basketspelare
  - Ian Wallace, 60, brittisk musiker, trumslagare i bland annat bandet King Crimson
- 2008 – Rubens de Falco, 76, brasiliansk skådespelare
- 2009
  - Ingemar Dörfer, 69, svensk säkerhetspolitisk forskare
  - Howard Zieff, 81, amerikansk filmregissör
- 2011 – Laila Westersund, 68, svensk revyartist, skådespelare och sångare
- 2012 – Marie Colvin, 56, amerikansk journalist (dödad i upproret i Syrien)
- 2013 – Torsten Eckerman, 67, svensk musiker
- 2014
  - Charlotte Dawson, 47, nyzeeländsk-australisk fotomodell och programledare
  - Seppo Westerlund, 83, finländsk politiker
- 2015 – Hans Isaksson, 72, litteraturvetare och förläggare
- 2018 – Richard E. Taylor, 88, kanadensisk fysiker, mottagare av Nobelpriset i fysik 1990

## Svenska kalendern
I den svenska kalendern fanns inte 18–28 februari år 1753.